# Emil Birron

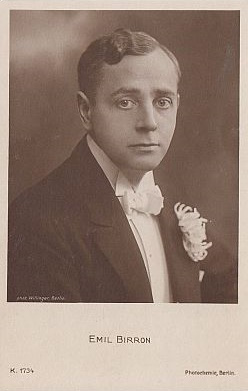
Birron etwa 1910

Emil Birron, auch Emil Biron und Emil Byron (* 1. Januar 1878 in Barmen, laut IMDb und filmportal.de in Elberfeld; gebürtig Emil Bleeke; † 18. November 1952 in Potsdam) war ein deutscher Schauspieler.

## Leben
Birron gab sein Bühnendebüt im Jahr 1900 am Stadttheater Potsdam. Danach ließ er sich 1900 bis 1902 zum Schauspieler ausbilden. 1902 setzte er seine Bühnenlaufbahn in Magdeburg fort, 1903/1904 spielte er am Kleinen Theater in Berlin, 1904 bis 1907 am Deutschen Volkstheater in Wien, 1907 bis 1912 agierte er als Königlicher Hofschauspieler in München, 1912 bis 1914 war er in Breslau aktiv, wo er das Lobe-Theater leitete.
Von 1915 bis 1917 war er am Hamburger Thalia Theater zu sehen, danach spielte er in Berlin. 1917 begann seine Karriere als Stummfilmdarsteller. Seine Theateraktivitäten beschränkten sich von 1922 bis 1936 auf Gastspielreisen. In der Spielzeit 1928/29 war Birron Bühnenvorstand am Deutschen Stadttheater (heute Mahen-Theater) in Brünn. 1936 beendete Birron seine Tätigkeit als Schauspieler. Er betätigte sich als Bühnenvermittler und förderte Nachwuchstalente.

## Filmografie
- 1917: Die gute Partie
- 1918: Sein Weib
- 1918: Katinka
- 1918: Die Buchhalterin
- 1918: Das Glück der Frau Beate
- 1918: Am anderen Ufer
- 1919: Kitsch
- 1919: Der Weg der Grete Lessen
- 1919: Vendetta
- 1919: Ein Frühlingstraum
- 1919: Wenn das Leben nein sagt
- 1920: Alkohol
- 1920: Die Faust im Dunkel
- 1920: Der Knabe Eros
- 1920: Dämon Blut
- 1920: Dämon Blut, 2. Teil: Vergiftetes Blut
- 1920: Hundemamachen
- 1921: Teufelchen
- 1921: Der rätselhafte Tod
- 1921: Die letzte Stunde
- 1921: Begierde
- 1921: Das Spiel mit dem Feuer
- 1921: Der Roman eines Dienstmädchens
- 1921: Tischlein deck dich, Eselein streck dich, Knüppel aus dem Sack
- 1927: Die Weber
- 1930: Die Csikosbaroneß
- 1934: Rosen aus dem Süden
- 1934: Die Liebe und die erste Eisenbahn
- 1935: Mach mich glücklich